# Frederick E. Morgan
Generalløjtnant Sir Frederick Edgeworth Morgan, KCB, (5. februar 1894, Paddock Wood, Kent, England, død 19. marts 1967, Northwood, Middlesex), var en britisk hærofficer i 2. Verdenskrig. Han er mest kendt som den oprindelige planlægger af Operation Overlord. 

## Karriere
Morgan blev officer i artilleriet i 1913 og kæmpede i Frankrig og Belgien under 1. Verdenskrig. 
I 1940 gjorde Morgan tjeneste som brigadegeneral i Frankrig som leder af støttetropperne i den 1. britiske pansrede division. Da enheden blev sendt til Frankrig i maj 1940 havde den allerede fået fjernet sine to feltartilleri regimenter og to infanteribataljoner. Med kun en reserve infanteribataljon og ingeniørtropper var hans enhed ikke i stand til at opfylde sin sædvanlige rolle som støtte for divisionens pansrede brigader og fik derfor tildelt en yderligere infanteri bataljon og sendt af sted for at forstærke den 51. division syd for floden Somme. Under en forvirret tilbagetrækning blev de fleste af støttetropperne taget til fange sammen med 51. Division, men resten, herunder Morgan, slap væk og blev evakueret.
I november 1940 blev han udpeget brigadegeneral ved generalstaben i 2. Korps i Storbritannien. Efter at være blevet forfremmet til generalmajor ledede han i rækkefølge Devon and Cornwall County Division (en statisk formation, som havde til opgave at forsvare kysten) og 55. (West Lancashire) infanteridivision (en reserveenhed i 2. række) mellem februar 1941 og maj 1942.
I maj 1942 blev han forfremmet til generalløjtnant og fik kommandoen over 1. Korps distriktet, som omfattede Lincolnshire og East Riding of Yorkshire. I oktober samme år blev hans hovedkvarter omdannet til en mobil formation, blev omdøbt til 1. Korps og underlagt general Dwight D. Eisenhower. Han fik til opgave at forberede en støttelandgang i den vestlige del af Middelhavet, enten for at forstærke de indledende landsætninger eller for at håndtere en et tysk fremstød gennem Spanien. Da ingen af operationerne viste sig nødvendige fik han til opgave at planlægge invasionen af Sardinien. Med tiden blev denne opgivet, og han fik besked på at planlægge invasionen af Sicilien. Dette projekt blev senere overdraget til hærene i Nordafrika. 
I foråret 1943 blev han udnævnt til stabschef for den allierede øverstkommanderende med betegnelsen COSSAC (Chief Of Staff to the Supreme Allied Commander). Der var endnu ikke udpeget en Supre Allied Commander, men Morgan fik til opgave at stå for planlægningen af invasionen i Frankrig. Da Eisenhower blev udpeget til Supreme Allied Commander, blev COSSAC folkene overført til SHAEF. Walter Bedell Smith blev Eisenhowers stabschef og Morgan den ene af tre vicestabschefer. Hans ansvarsområde omfattede efterretningsvæsen og operationer og han vikarierede for Bedell Smith når denne var fraværende. Morgans planer havde været hæmmet af en mangel på landgangsfartøjer. Da Montgomery blev udpeget til øverstkommanderende for landstyrkerne under invasionen, erklærede han, at invasionsplanen ikke duede og at der krævedes flere folk og en bredere invasionsfront. Med politisk støtte fra Eisenhower blev der skaffet flere landgangsfartøjer og invasionen blev opskaleret så Montgomery blev tilfreds.
Morgan fungerede i denne rolle indtil den tyske kapitulation i maj 1945 og blev tildelt Legion of Merit (kommandør) i april 1945 for hans indsats.
I 1943 og 1944 mens han planlagde invasionen arbejdede Morgen i et rum over en forretning i Londons West End. Sammen med en militær assistent tog han ofte ind på et hotel i Marylebone, hvor han indledte diskussioner blandt kunderne om at sende et angreb over Den engelske kanal. Han ville vide hvad de almindelige civile tænkte. Han sagde: "Sund fornuft er ikke noget der er forbeholdt dem, som får penge for at levere den".
Under invasionen bad de Frie franske styrker om at en fransk division kom til at føre an ved befrielsen af Paris. Den allieredes overkommando accepterede på betingelse af at divisionen ikke rummede sorte soldater. Morgan fik ordre fra Bedell Smith om at udføre denne ordre. Han skrev tilbage: "Det er så uheldigt, at den eneste franske enhed, som udelukkende består af hvide er en pansret division i Marokko", og videre: "Enhver anden fransk division er kun omkring 40 % hvid. Jeg har meddelt oberst de Chevene, at hans chancer for at få hvad han ønsker vil blive kraftigt forbedret, hvis han kan finde en hvid infanteridivision". Konsekvensen var, at disse enheder og de farvede soldater, som gjorde tjeneste i dem blev udelukket fra befrielsesparaderne og festligholdelsen i Paris.
Efter krigen gjorde Morgan tjeneste som operationschef for UNRRA i Tyskland, men blev afskediget efter gentagne gange at være fremkommet med beskyldninger mod jødiske flygtninge, der generelt blev anset for stødende.
Efter at være trådt ud af hæren arbejdede Morgan indenfor det offentlige som atomenergi kontrollør fra 1951 til 1954.
I sin selvbiografi, "The Moon's A Balloon", roser skuespilleren David Niven Morgan for at være den, som forfremmede ham til oberstløjtnant og lod ham arbejde som forbindelsesofficer til den amerikanske hær, efter at have gjort tjeneste i et britisk motoriseret rekognosceringskompagni.  